# Крученозубка шилоподібна
Крученозубка шилоподібна (Tortula subulata) — вид мохів порядку потіальних (Pottiales).

## Поширення
Батьківщиною є Європа, Північна Африка, Північна Америка, Азія.
Зазвичай мешкає в місцях з низьким вмістом кальцію, але часто багатих основами, багатих поживними речовинами, сухих або свіжих, напівтінистих місцях і росте епіфітно на відкритих ґрунтах, узбіччях доріг, на основі дерев, на переземлених скелях та інших місцях.

## Галерея

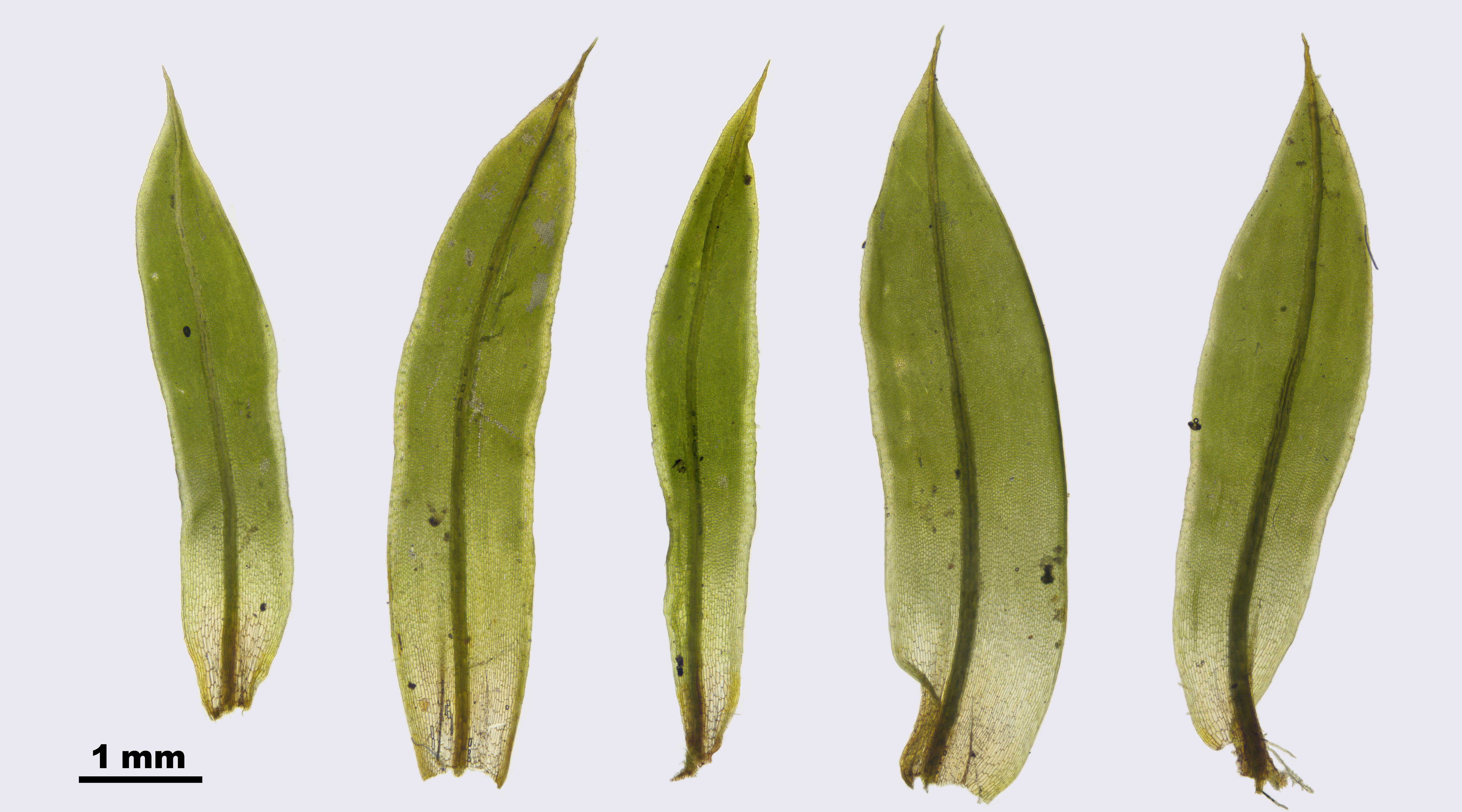
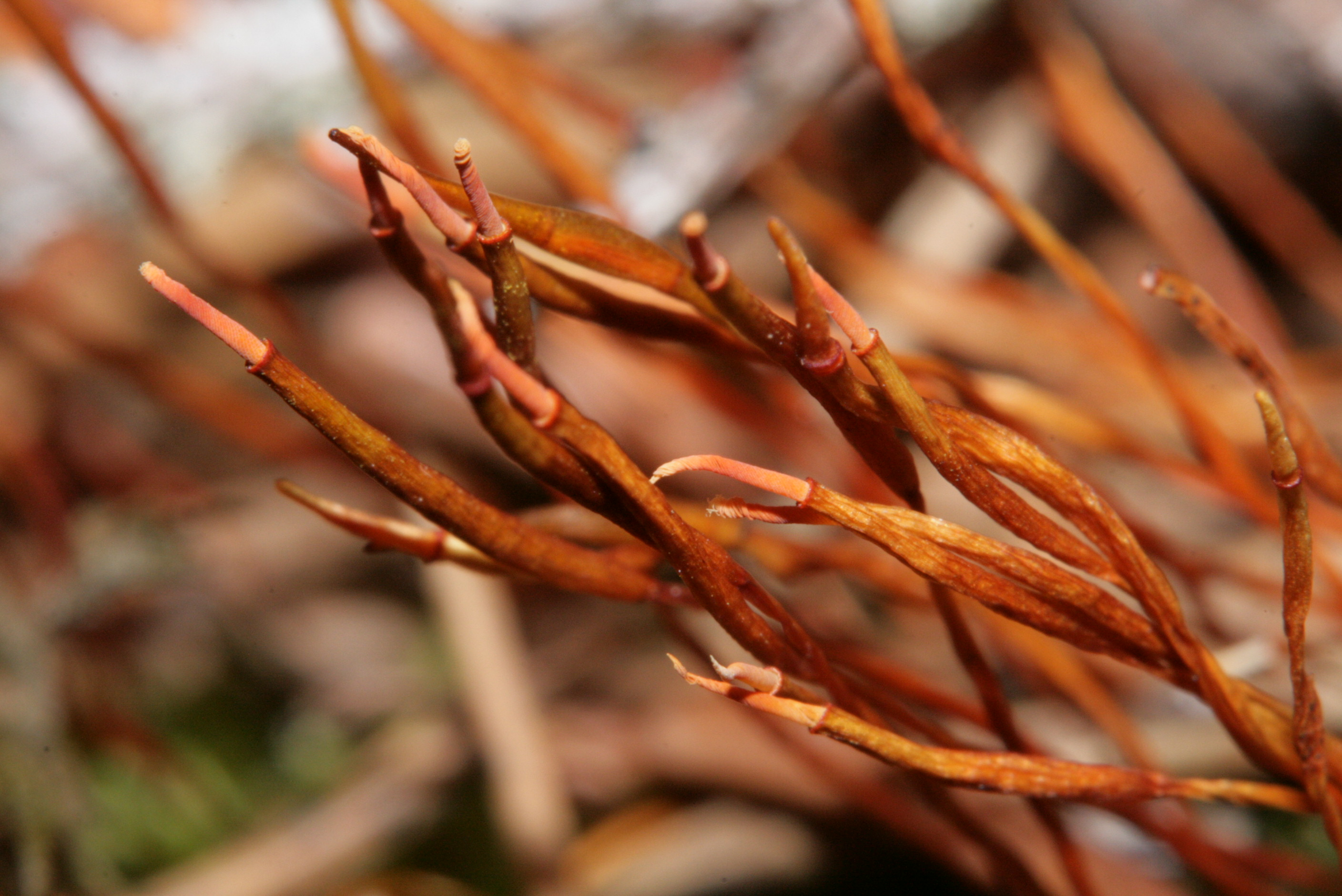
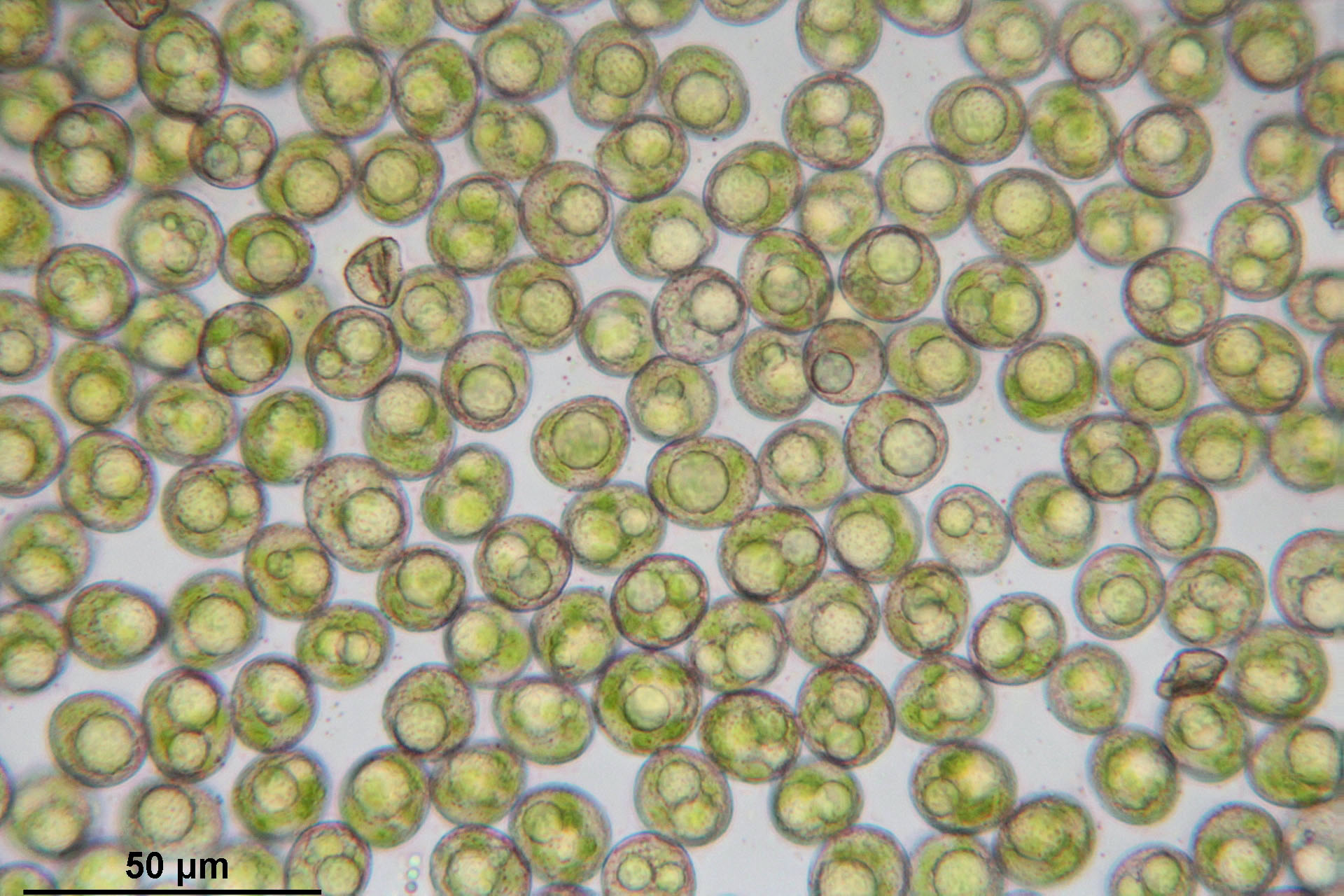

## Характеристика
Росте зеленими килимками. Окремі рослини виростають у висоту до 3 см, причому нижні старі частини часто мають коричневий колір. Листки від подовжено-ланцетних до довго-еліптичних, верхівка гостра, мукронатна, краї загнуті біля основи, облямовані в проксимальних 2/3 на всьому протязі 3–5 рядами товстіших клітин. Вид автоіктичний. Коробочкові ніжки 1–3 см. Коробочка циліндрична, прямовисна й майже пряма, урноподібна, 4–6 мм. Спори (8)12–18 мкм, кулясті, тонко-сосочкові. Коробочки дозрівають навесні й на початку літа.